# フレッド・ロジャース
フレッド・マクフィーリー・ロジャース（1928年3月20日 – 2003年2月27日）は、アメリカ合衆国のテレビ番組の司会者。就学前の子供向け番組シリーズの「Mister Rogers' Neighborhood 」 (1968-2001）の制作、司会、楽曲の制作で有名であり、彼の心優しく、礼儀正しいソフトな語り口調と視聴者への実直な態度で人気を博した。
当初は聖職者として教育を受けていたが、ロジャースはテレビ業界の子供に対しての取り組み方に不満を覚え、ピッツバーグ地域の若年層向けローカル番組を制作、出演するなど従来の手法を変えようと努力した。WQEDは1968年に彼の番組を展開し、「Eastern Educational Television Network」で全国的に放映した。30年もの間、ロジャースはアメリカの子どもたちの娯楽と教育の象徴となった。ロジャースは公的な訴訟への擁護者としても知られている。下級審の前の彼の証言では、後で一緒に見るために家族がテレビ番組を録画することなどはフェアな行為であるとして支持を表明した（現在はタイムシフトとして知られる）。この証言は合衆国最高裁判所のベータマックス訴訟での決定で引用されたほか、彼は米国上院委員会で今や有名となった子供向けテレビへの政府の出資を提唱する証言をした。
ロジャースは大統領自由勲章や40数個もの名誉学位、ピーボディ賞を受賞した。彼は、「テレビ殿堂入り」を果たし、2つの議会の議決により認められ、TV Guideの「全時代で最も優れた50人のスター」の中で35位にランクインした。 ペンシルベニアの複数の建造物と芸術作品が彼を追悼するために捧げられた。スミソニアン博物館が彼のトレードマークのセーターを「アメリカ歴史の宝」として展示している。

## 私生活
ロジャースはペンシルベニア州のラットローブ(ピッツバーグの南東65km)でジェームスとナンシー・ロジャースの間に生まれた。彼にはエレインという姉妹がいた。
若年期は彼は自由な時間の多くを母方の音楽好きの祖父フレッドマクフィーリーと過ごした。彼はしばしば彼の母がピアノを演奏するときに1人で歌い出し、彼自身も5歳で演奏を始めた。
ロジャースは1946年にレイトローブ高校を卒業した。 その後、彼は1946年から48年までの間ダートマス大学で学び、その後フロリダ州のウィンターパークにあるローリンズ大学に転学した。そこで彼は1951年に作曲で文学士を得た。ロジャースは一般航空のパイロットの訓練も受けていた。
ローリンズ大で彼はフロリダ州オークランド出身のサラ・ジョアン・バードに出会い、 1952年6月9日に結婚した。 彼らはジェームス(1959年生)とジョン(1961年生)の2人の子供を儲けた。1963年にロジャースはピッツバーグ神学校を卒業し、「アメリカ合衆国長老派協会」から聖職者に任命された。
ロジャースはニューヨーク市にアパートを持ち、マサチューセッツ州のナンタケット島にも夏の別荘を所持していた。ロジャースは赤緑の色覚異常であり、毎朝水泳し喫煙や飲酒はしなかった。彼は倫理的理由からベジタリアンであり、過去に「私は母がいる何者も食べたくない」と語っていた。噂が絶えなかったが、彼は決して従軍経験はなかった。
ピッツバーグのWQEDにある彼のオフィスは机がなく、ソファーと肘掛け椅子だけであったことが有名であったが、ロジャースは机は「邪魔すぎる」と考えていたからだという。

## テレビのキャリア

### 初期の作品
ロジャースが実家で最初にテレビ番組を見たときが人生の転機だった。彼は大学卒業後に神学校に入学したが、視聴者としての最初の経験の後、メディアの可能性を探求することを望んだ。後年でのCNNのインタビューでロジャースは「テレビを嫌っていたからテレビ業界に入った。そしてこの素晴らしい機械を使って視聴者を育てるいくつかの方法を考えた」と語っている。
彼はそのため1951年にニューヨーク市のNBCに求職した。そして「Your Hit Parade」、「The Kate Smith Hour」「The Voice of Firestone.」を含む音楽番組に携わった。彼は子供向けのギャビーヘイズの番組にも取り組んだ。最終的にはロジャースは、商業的なテレビ番組の広告や商品化計画に対する信頼が若年視聴者を教育したり豊かにしたりする能力を損なってしまうと決心し、NBCを退職した。
1954年には、ピッツバーグの公共テレビ放送局のWQEDで、ローカルの子供向け番組「The Children's Corner」で傀儡子として働き始めた。7年もの間、彼は台本無しの生中継番組で司会者のジョシー・キャリーと共に働き、多くの人形やキャラクター、彼の後の「King Friday XIII」「curious X the Owl」のような仕事で使われる音楽を開発した。
ロジャーズは、セットの後ろに移動した時に作業シューズよりも静かだと気付いたことから、彼の有名なスニーカーを履き始めた。彼はまた「King Friday XIII」と「Queen Sara Saturday(彼の妻に因んだ名前)」と「X the Owl」と同じく近隣の支配者達の「Henrietta Pussycat」「Daniel Striped Tiger」「Lady Elaine Fairchilde」「Larry Horse」。番組はNBCで全国的に放送された最高の子供向け番組としてシルバニア賞を受賞した
業務時間外では、昼休みの間はWQEDスタジオを離れ、ピッツバーグ神学校の近くで神学を勉強していた。ロジャースは説教に関心がなく、叙任式の後、彼は特に子供向けテレビの制作続行を課せられた ピッツバーグ大学の子供の発育と子供のケアプログラムに携わったこともあった。
1963年、ロジャースはトロントに移住し、 カナダ放送協会 （CBC）15分間の子供向け番組「Misterogers」での彼の最初のカメラ出演の制作で契約した。 番組は子供に人気を博し、3シーズンまで続いたものの、彼の使用する手押し車やエッフェル塔、木、城などの有名セットはCBCのデザイナーによって製作された。カナダにいる間、ロジャースは友人で代役のアーニー・クームスを連れてきた。クームスは後に「Mister Rogers' Neighborhood」と多くの点で類似し大成功を収め長寿の子供向け番組となった「Mr. Dressup」を制作することになる。「Mr. Dressup」ではロジャースが後期の番組で使用した楽曲のいくつかを使用していた。2人は1964年10月19日と1967年2月10日の間に、CBC TVの「Butternut Square」で共演を果たした。
1966年にロジャースはCBCから番組の権利を取得し、かつて「The Children's Corner」に携わったこともあるピッツバーグのWQEDの番組に移った。彼はそこで「Eastern Educational Network」向けの新しい番組を制作した。放送局は限られた番組数しかなかったが、ボストン、ワシントンやワシントンD.C、ニューヨーク市などの教育事業所を有していた。
ピッツバーグに戻った後、ロジャースはスクワレルヒル近郊にある長老教会に参加した。
1968年2月9日に「Mister Rogers' Neighborhood」の放送が開始された。翌年に番組はPBS (公共放送サービス）に移転した。1971年には、ロジャーズは「Family Communications, Inc.」(FCI)を設立し、ピッツバーグのWQEDビル内にオフィスを立ち上げた。当初は、会社は「Mister Rogers' Neighborhood」の制作だけを担っていたが、今は数々の子供向け番組や教育資材などの開発・制作をしている。

### 「Mister Rogers' Neighborhood」

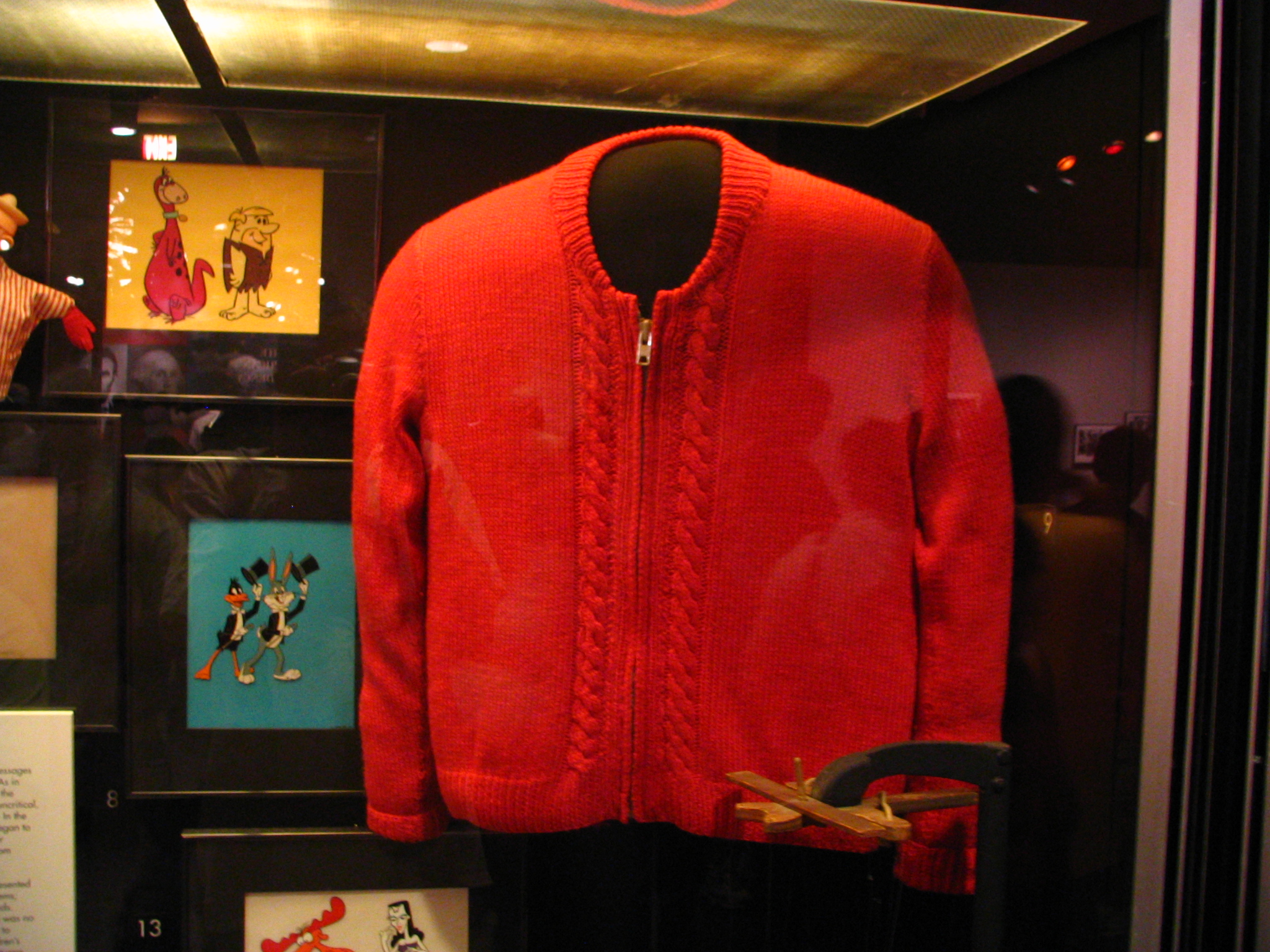
ロジャースが着ていたセーター、スミソニアン協会運営の国立アメリカ歴史博物館に展示されている。

「Mister Rogers' Neighborhood」は1968年に放映開始され、全部で895話放送された。最後の新エピソード集は2000年12月に収録され、2001年8月に放送された。ピーク時の1985年にはアメリカの家庭の8%が番組を視聴していた。
- それぞれのエピソードは同じ方法で始まる。：テーマソングの「Won't You Be My Neighbor?」を歌いながらミスターロジャースが帰宅し、スニーカーに履き替え、ジッパー式のカーディガンセーターに着替える(エミーTVのインタビューで彼の全てのセーターは母親に編んでもらっていたと述べた)[17]
- 通常のエピソードではロジャースはテレビ視聴者と本格的な会話を交わし、ゲストと交流し、 ショートフィルムを見るか、パン屋や音楽ショップのような場所にフィールドワークに行った
- 通常のビデオ映像ではブルドーザーなど機械的な物体がどのように動くかを示すかクレヨンのようにどのように製造されているかを示すデモンストレーションを行ったりした。
- それぞれのエピソードには可愛らしいテーマソングの手押し車、城、「King Friday XIII」を含む王国の市民が特徴の「Neighborhood of Make-Believe」への旅がある。空想の「Neighborhood」では 現実の「Mister Rogers' neighborhood」で議論されるテーマよりも更に深く掘り下げて議論することが時々あった。
- ミスターロジャースは、エピソードの最中に度々彼の魚に給餌していた。魚達はフェンネルとフリーダと名付けられていた。
- 通常、各週の話は最初の通学などのメジャーテーマを探求する。
- もともと、多くのエピソードでは「Tomorrow」というタイトルの曲と共に終わり、金曜のエピソードでは「It's Such a Good Feeling」の改造版と共に翌週を期待する形で終わっていた。後のシーズンでは全てのエピソードが「Feeling」で終わるようになった。

　視覚的には番組の進行はとても単純であり、アニメーションやほかの子供番組のように速いペースでの進行はなかった。ロジャースはそれらを「爆撃」のようだと考えたからである。ロジャースはまたカメラ外での行動と比較して異なった人格をカメラで装うことをしなかった。「誰にでも与えられる君の素晴らしい贈り物の1つが自分自身が誠実であることだ。私も子供達が偽物をすぐ見抜けるだろうと信じているしね」と彼は述べている。ロジャースは番組のほぼすべての楽曲を自分で制作した。 彼は子供達に彼ら自身や他人を愛することを教えたいと望み、子供が怖がるものを穏やかな歌やスケッチ・コメディーで呼びかけた。例えば、彼の有名な歌の1つで子供はサイズが合わないから浴槽に吸い込まれないと説明している。彼は「Children's Hospital of Pittsburgh」に向かい、子供達に病院は怖くないと示したりもした。湾岸戦争 (1990–91)中に、彼は視聴者に子供達は守られていると伝え、両親に自分たちの子供を見守ることを約束してもらうよう求めた。そのメッセージは、2003年のイラク戦争が進行しメディアが興奮している最中にPBSにより再放送された。

### その他のテレビ作品
1994年には、ロジャースはコミュニティをより良くするために尽力する実在の4人の人々のドキュメンタリーで構成される「Fred Rogers' Heroes」と呼ばれる一度限りの特別版をPBSのために製作した。ロジャースは柄にもなくスーツとネクタイ姿になり「Neighborhood」のセットとして使われなかった場所で司会をした。
一時, ロジャースは親向けの特別番組「Mister Rogers Talks To Parents About [topic]」を制作した。ロジャースは特別版の司会はしなかったが、その代わりにジョアン・ランデン(Conflict specialで司会担当)などのニュースアナウンサーを招き、ロジャースが保護者達からの質問に答えている間、彼らの前で司会業務を担当した。これらの特別版はエピソードでの週の話題を視聴後に子供が尋ねるかもしれない質問に対して備えるように作られた。
1996年にロジャースは「 Dr. Quinn, Medicine Woman.」のあるエピソードで説教師を演じた。これは。彼が他人として出演した唯一の出来事であった。
1980年代半ばに、ファストフードチェーンのバーガーキングはロジャースのイメージを「Mr.ロドニー」と呼ばれた俳優で風刺し、ロジャースのテレビでのキャラクターをまねた。ロジャースはキャラクターのファストフードを投げる姿は子供を困惑させるものだということを理解し、記者会見を開催し彼のキャラクターや似顔絵・写真の法人使用を承認しないと述べた(ロジャースはキャリアを通じてどんな種類の商業的な承認も行わなかったが、何年にもわたり学習専門の非営利団体の呼びかけ人として行動した)。チェーン店は公に過ちを謝罪し、広告を取り下げた。対照的に「サタデー・ナイト・ライブ」で彼の番組「Mister Robinson's Neighborhood」のエディ・マーフィによるパロディーは楽しく愛情のこもったものだとみなした。そのパロディーは当初は彼の番組を見ている子供が見ないと思われる夜の時間帯に放送された。
PBSのキッズシリーズ「アーサー」の「Arthur Meets Mister Rogers」でロジャースは自分自身を吹き替えた
1998年にロジャースは「Candid Camera」のエピソードに彼自身が登場し番組の悪ふざけの被害者の1人となったが、他の被害者達のように怒るのではなく、悪ふざけを素晴らしいユーモアとして受け取った唯一の人物だった。

### エミー賞受賞
「Mister Rogers' Neighborhood 」はエミー賞を4回獲得し、ロジャーズ自身も1997年のデイタイム・エミー賞で「Lifetime Achievement Award」賞を受賞した。 エスクァイア誌のトム・ジュノッドによって以下の説明があった。

## その他の作品
ロジャースは彼のテレビ番組で使われた多数の楽曲を作曲し、以下の本を含む36本以上の本を書いた。
- 8つの新経験のタイトル:
  - Moving
  - Going to the Doctor
  - Going to the Hospital
  - Going to Day Care
  - Going to the Potty
  - Making Friends
  - The New Baby
  - When a Pet Dies (1998)
- The World According to Mister Rogers: Important Things to Remember (2003)

## 政策提言

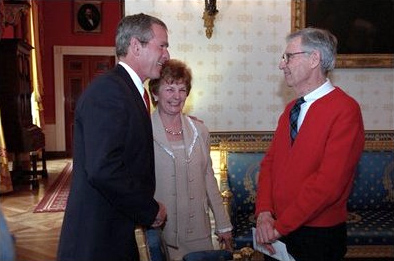
2002年にロジャースはジョージ-W-ブッシュ大統領と会談した

### PBSの資金調達
1969年にロジャースは米国上院の通信委員会に現れた。彼の目的はPBSの資金調達と「Corporation for Public Broadcasting」6分間の証言で、ロジャースは社会のと情操教育を公共テレビが提供する必要性を述べた。彼は情熱的に自身の「Neighborhood」のような代替的なテレビ番組が子供達を元気づけ生産的な市民に育つのを助け、時にはメディアや主要文化の低肯定的メッセージに反対すると主張した。彼は自身の曲の1つの歌詞を暗唱さえした。

小委員会議長のジョン・O・パストーレは過去にはロジャースの仕事をあまり知っておらず、時々せっかちな人間と描写されることもあった。しかし、彼は証言で鳥肌が立ったと報告し、「私はそれを素晴らしいと思う。あなたは2000万ドルを稼いだようだ」と宣言した。後の議会の承認を得て、1971年にPBSの資金調達の額が900万ドルから2200万ドルに引き上げられた。

### ビデオデッキ
家庭用ビデオデッキの導入を巡る議論の最中、ロジャースは裁判でビデオデッキの製造企業の支援に関わった。「Sony Corp. of America v. Universal City Studios, Inc.」 訴訟での彼の1979年の証言では、後で一緒に見るために家族が録画する例を挙げ、自身のテレビ番組の家庭での録画には反対しないと述べた。この証言は家庭での録画に反対するか録画を促進する機器に課税か規制すべきと信じているテレビ業界の見解とは対照的であった。

1983年の最高裁判所でロジャースの証言が考慮され、ベータマックスのビデオレコーダーは著作権を侵害していないという決定が下された。裁判所は彼の見解は多くの(テレビ業界の)プロデューサーが存続のためにプライベートのタイムシフト視聴を喜んで許可するという証拠の注目すべき一部であると述べ、更に補足説明で彼の証言を引用した。
Some public stations, as well as commercial stations, program the "Neighborhood" at hours when some children cannot use it ... I have always felt that with the advent of all of this new technology that allows people to tape the "Neighborhood" off-the-air, and I'm speaking for the "Neighborhood" because that's what I produce, that they then become much more active in the programming of their family's television life. Very frankly, I am opposed to people being programmed by others. My whole approach in broadcasting has always been "You are an important person just the way you are. You can make healthy decisions." Maybe I'm going on too long, but I just feel that anything that allows a person to be more active in the control of his or her life, in a healthy way, is important.

## 死去と追悼
リタイアから間もない2002年12月に、ロジャースは胃癌と診断された。2003年1月6日に手術を受けたが、成功しなかった。1週間前には彼はアート・リンクレターとビル・コスビーと共に「トーナメント・オブ・ローズィズ・パレード」の中心人物を務めた
2003年2月27日の朝、自宅で妻の傍でロジャーズは息を引き取った。75歳になるまで1か月を切っていた。彼の死は翌日の「Pittsburgh Post-Gazette」新聞の一面全体で彼に捧げる特集が組まれるなどピッツバーグでは重大な出来事であった。ウィリアム・P・ベーカー師はピッツバーグでの公共追悼の司会を務めた。「Good Morning America」の元司会のデヴィッド・ハートマンや慈善家のテレイザ・ハインツ、慈善家のエルシー・ヒルマン、PBS社長のパット・ミッチェル、「Arthur」の製作者のマーク・ブラウン、「The Very Hungry Caterpillar」の作者でイラストレーターのエリック・カールなど2700人以上の人がヘインズホールでの追悼式に参列した。演説者達はロジャースの子供への愛、彼の宗教への献身、音楽への熱意、癖を追悼した。テレイザ・ハインツはロジャースを「彼は決して謙遜することなく、ただ私達を会話に誘っていた。彼は私達に望まれているものでなくありのままで話してくれた」ロジャースはレイトローブの共同墓地に埋葬されている。

## 受賞と栄誉
2004年の元日に「Mister Rogers' Neighborhood」の元舞台係の俳優マイケル・キートンはPBSテレビの特別番組「Fred Rogers: America's Favorite Neighbor」の司会を務めた。その年の9月28日にDVDがリリースされた。その年は彼の80歳の節目でありロジャースの制作会社は「Won't You Wear a Sweater Day」というファンと近所に祝賀会では彼らの好むセーターを着るよう求めるイベントを含むいくつかの記念イベントの支援をした。そのイベントは彼の3月20日の誕生日に毎年行われている

1975年にロジャースはラルフ・ローウェル賞を受賞した。テレビ業界はロジャースに対し「neighborhood」での25年間の活躍を称えジョージ・フォスター・ピーボディ賞を授賞した。過去に彼は1968年に「Mister Rogers' Neighborhood」ピーボディン賞を共有した。1992年に彼は「Phi Mu Alpha Sinfonia Fraternity」の名誉メンバーとして加入した。ロジャースは国際音楽愛好クラブの 「Delta Omicron」の国民的パトロンだった。 彼は1999年にテレビの殿堂入りを果たした。 ロジャースの象徴的なセーターはスミソニアン博物館が取得し、「アメリカ歴史の宝」として展示している。 2002年には、ロジャースはPNC主催の「Commonwealth Award」のマスコミュニケーション賞を受賞した。
1991年には、 ピッツバーグ・ペンギンズはナショナルホッケーリーグの創立75周年式典でペンシルベニアとピッツバーグと縁が深いロジャースを名誉キャプテンとして任命した。名
2002年に当時の大統領ジョージ・W・ブッシュ はロジャースに子供の教育に貢献したとして大統領自由勲章を授章し「フレッド・ロジャースはテレビ番組が心を落ち着かせることができ精神を育み、とても若い子にでも教えることができると証明した」と述べた。翌年、米国上院議会は満場一致でフレッド・ロジャースの生涯を祝する「決議16」を採択した。その内容は「高潔で穏やかな背性格でありながら、ロジャース氏は我が国の子供に手を差し伸べ、子供達に共同体や彼らの家族の一部として果たす重要な役割を理解する手助けをおこなった。更に重要なことは難しい死の問題や離婚問題を扱うのを敬遠しなかったばかりか子供達に彼らの感情を建設的な形で健康的に表現するように励ましたりしばしば人生の難題にシンプルな答えを提供した」ロジャースの死後、2003年に米国下院議会は満場一致で「決議111」を採択し、ロジャースを「彼の子供達の生活の改善に対する伝説的な貢献、思いやりの力を示す不動の献身、そして模範を通じて優しさを広めたことへの献身」を称えるとした。
同年、 長老教会は総会でフレッド・マクフィーリー・ロジャース師を追悼する時間を挙行する提案を承認した。ロジャースを称える理由として「ピッツバーグ長老会のメンバーであるフレッド・ロジャース師は1968年以降「Mister Rogers' Neighborhood」の司会を務め、彼の聖職者としての使命を子供達や家族を通じて国中の数百万の人々の生活に深遠な影響を与えた。ロジャース氏は好況のメディアで彼の無条件の愛を示すことでキリスト教の価値を促進・支援した。彼の子供達とのコミュニケーション能力や彼らに人生における難題の理解や対処を手助けする能力はとても惜しいものだった」
2003年にピッツバーグのカーネギー科学センターで小惑星「26858 Misterrogers」はロジャースに因んで国際天文学連合が命名したとの声明があった。科学センターはロジャースの制作会社「Family Communications, Inc」とアメリカ中でプラネタリウムを上映する「The Sky Above Mister Rogers' Neighborhood」と呼ばれる幼児向けショーの制作で協力している。
複数の建物や、モニュメント、美術作品などロジャースを追悼する物が作られ、その中には2006年にピッツバーグに本拠地がある「Sprout Fund」により支援されたジョン・ライダッカー作の壁画「Interpretations of Oakland」も含まれていた。ペンシルベニア州レイトローブのセント・ヴィンセント大学は、早期学習と子供のメディアのためのフレッド・M・ロジャースセンターの建設を2008年に完了した ロバート・バークスが制作し2009年に提供されたフレッド・ロジャース記念像はピッツバーグのヘインズ・フィールド近郊の北海岸に存在する。清掃と区分けが行われた後にマンチェスター橋の残存する足場の前に像が設置された。
2015年には、ピッツバーグ・パイレーツ傘下のAA級チームアルトゥーナ・カーブの選手たちが彼のクラシックカーディガンとネクタイ一式をプリントした特別追悼ジャージを着用することでロジャースを称えた。試合後、ジャージはオークションにかけられ、収益は地方の公共放送「WPSU-TV」に送られた。

## 注記
1. ↑  付随音楽のオーケストラのメンバー達から即興演奏や番組のゲストからの楽曲はロジャースによって製作されたものではないが、象徴的な楽曲は全てロジャースによって制作されたものである。